# Georges-Étienne Dansereau
Ne doit pas être confondu avec Georges Dansereau.
Georges-Étienne Dansereau (Sainte-Agathe-des-Monts, 12 août 1898 - Grenville, 20 février 1959 à l'âge de 60 ans) est un homme politique québécois et ancien député libéral de la circonscription d'Argenteuil de 1935 à 1948.

## Biographie
Georges-Étienne Dansereau fit ses études à Grenville et à Montréal, au collège Sainte-Marie. Il commença sa carrière professionnelle, tout comme son père, dans l'industrie du bois.
En 1935, l'année suivant la mort de son père Georges Dansereau, il lui succéda à la fois comme président de la compagnie Dansereau et Fils ltée et comme député libéral de la circonscription d'Argenteuil à l'Assemblée législative du Québec, se faisant élire lors de l'élection de 1935. La même année, il remporta le poste de maire de la ville de Grenville, poste qu'il occupa jusqu'en 1949.
Il siégea pendant quatre mandats de député à l'assemblée législative.  Il occupa dans le gouvernement Godbout un poste de ministre sans portefeuille (1939-1942) puis les postes de ministre des Travaux publics (1942-1944) et de ministre de la Voirie (1944). Il perdit l'élection de 1948.